# Esclavas del Corazón de Jesús
La Congregación de Esclavas del Corazón de Jesús es una congregación religiosa católica femenina de derecho pontificio fundada por la religiosa argentina Catalina de María, en Córdoba el 29 de septiembre de 1872, para la educación de la juventud. A las religiosas de este instituto se les conoce como esclavas del Corazón de Jesús, o simplemente como esclavas argentinas, y posponen a sus nombres las siglas E.C.J.

## Historia
Saturnina Rodíguez de Zavalía y cuatro compañeras, con la ayuda del canónigo David Luque, fundaron un instituto femenino en Córdoba (Argentina), el 29 de septiembre de 1872, al que dieron por nombre Esclavas del Corazón de Jesús. Ese mismo día las religiosas vistieron el hábito y cambiaron sus nombres. A partir de entonces, Saturnina fue conocida como Catalina de María. El instituto recibió la aprobación previa del arzobispo de Córdoba, José Vicente Arellano.
Catalina de María, por medio de la nueva congregación, puso de moda los ejercicios espirituales en medio de las señoras cordobesas. Por medio de estas conoció a grandes personalidades políticas y religiosas de la Argentina de su tiempo, que le fueron de ayuda para la expansión del instituto en diversas regiones del país, como el cura Brochero y el escritor Rafael Moyano López, entre otros.
El 31 de julio de 1892, la Santa Sede reconoció a las esclavas argentinas como congregación de derecho pontificio. La aprobación definitiva la recibió en 1907.

## Organización
La Congregación de Esclavas del Corazón de Jesús es un instituto religioso centralizado, cuyo gobierno lo ejerce la superiora general. La sede central se encuentra en la Ciudad de Córdoba (Argentina).
Las esclavas argentinas se dedican a la educación cristiana de la juventud, la acogida y promoción de las niñas en riesgo en sus casas asilo y la formación espiritual a través de los ejercicios espirituales y la reparación al sagrado corazón de Jesús. En 2015, el instituto contaba con unas 121 religiosas y 25 casas, presentes en Argentina, chile, España y Ghana.